# Анастасије II Јерусалимски
Анастасије II Јерусалимски је био патријарх Јерусалимске православне цркве од непознатог датума до 706. године
 пошто је Јерусалимска патријаршија пала под утицај муслиманског калифата у настајању, а црквени живот је био поремећен монотелитском контроверзом.
Записи везани за Јерусалимску патријаршију после владавине патријарха Софронија су оскудни и замагљени муслиманским интервенцијама. После Софронијеве смрти 638. године, епископ Дора Стефан је служио као патријаршијски намесник, уз помоћ Јована Филаделфијског (Амана). Током истог периода, муслимани су покушали да поставе моноенергистичког епископа Сергија из Јафе за патријарха, али православно свештенство, укључујући Стефана из Доре (коју је помагао Јован Филаделфијски након 649.), одбило је да га призна.
Да би ојачао положај православних, Стефан из Доре је отпутовао код папе Мартина I у Рим, који је на Стефанову препоруку одредио епископа Јована Филаделфијског за патријаршијског викара Јерусалимске цркве. Папа Мартин је такође послао писма која су објавила његову одлуку и затражила да Јован буде признат. Од овог времена нема података о патријаршији све до 705. године. У том периоду се зна само да је Анастасије потписао одлуке, вероватно као патријарх, Трулског сабора 692. године у Цариграду током којег је донета одлука да Јерусалимска патријаршија заузиме пето место у диптиху патријаршија.